# Super Dragon
Daniel Lyon (Condado de Orange, 23 de maio de 1975), mais conhecido pelo seu nome no ringue Super Dragon, é um lutador de wrestling profissional. Desde que iniciou sua carreira em 1997, ele atuou por empresas como All Pro Wrestling (APW), Chikara, Combat Zone Wrestling (CZW), Revolution Pro, Ring of Honor (ROH), World Championship Wrestling (WCW), e Xtreme Pro Wrestling (XPW).
Super Dragon também é um dos seis fundadores da empresa Pro Wrestling Guerrilla, localizada na Califórnia. Pela PWG, Super Dragon foi um dos campeões mundiais da PWG e tem o recorde de maior número de conquistas do Campeonato Mundial de Duplas da PWG, com seis, sendo duas vezes com B-Boy e Davey Richards, e uma com Excalibur e Kevin Steen.

## No wrestling
- Finishing moves
  - Barry White Driver (Gory Special flipped into a Piledriver)
  - Dragon Bomb (Double Underhook Sitout Powerbomb, às vezes da top rope)
  - Ganso Superbomb (Avalanche Ganso Bomb)
  - Psycho Driver / Psycho Driver 2000 (Backbreaker Rack dropped into a Piledriver)
  - Psycho Driver II / Supernatural Driver (Pumphandle Piledriver)
  - Psycho Driver III (Cut-throat Backbreaker Rack dropped into a Piledriver)
  - Psycho Driver IV (Arm clutch Fisherman's Driver)
  - Violence Party (Multiple backhand chops and forearm smashes to a cornered opponent, followed into headbutts, football kicks, knee strikes, shoot kicks and then finished with a lariat)

- Signature moves
  - Badunkadunk (Diving Senton)
  - Cross Armbar
  - Curb Stomp (Standing inverted Indian deathlock surfboard followed into a head stomp)
  - Discus Lariat (Spinning Lariat)
  - Dragon's Fire (Spin-out Sitout Powerbomb, às vezes da top rope)
  - Dragon suplex
  - Dragon Twister (450º Splash, ou Phoenix Splash próprio)
  - Inverted facelock neckbreaker
  - Rolling wheel kick
  - Somersault topé
  - German Suplex seguido de Dragon Suplex e finalizado com um Bridging Tiger Suplex
  - Chair-Assist Diving Double Foot Stomp to the head of the opponent
  - Double Foot Stomp to the opponent's head
  - STF (às vezes em sequência com o Turnbuckle Powerbomb)
  - Turnbuckle Powerbomb (às vezes seguido pelo STF)
  - UFO (Springboard Spinning Wheel Kick to the back of opponent's head)

- com Davey Richards
  - Finishing Moves
  - 'Powerbomb (Super Dragon) & Lungblower (Davey Richards) Combination
  - 'Spike DR Driver II (Davey Richards aplica o Double Underhook Brainbuster enquanto Dragon empurra o oponente pra baixo)
  - Signature Moves
  - 'Straight-jacket Choke com oponente apoiado nos joelhos (Richards) enquanto Dragon aplica um Diving Double Foot Stomp
  - 'Double Foot Stomp na cabeça do oponente (Dragon) / Standing Shooting Star Press (Richards), ao mesmo tempo

- Músicas de Entrada
  - "Shadowboxin" por GZA e Method Man
  - "Gangsta Gangsta" por N.W.A
  - "Earth People" por Dr. Octagon
  - "Epic" por Faith No More
  - "Rockets on the Battlefield" por Black Elvis

## Championships and accomplishments
- All Pro Wrestling
  - APW Worldwide Internet Championship (2 vezes)[5]

- Combat Zone Wrestling
  - CZW World Heavyweight Championship (1 vez)[6]

- Jersey Championship Wrestling
  - Jersey J-Cup (2004)[1]

- Pro Wrestling Guerrilla
  - PWG Championship (1 vez)[7]
  - PWG World Tag Team Championship (6 vezes) – B-Boy (2), Excalibur (1), Davey Richards (2) e Kevin Steen (1)[8]

- Pro Wrestling Illustrated
  - PWI o colocou como #381 dos 500 melhores lutadores individuais em 2012[9]

- Revolution Pro Wrestling
  - Rev-Pro Mexican Lucha Libre Heavyweight Championship (1 vez)[5]
  - Rev-Pro Junior Heavyweight Championship (2 vezes)[5]
  - Rev-Pro Pride of the Mask Championship (2 vezes)[1]
  - Revolution J Tournament (2001)[10]
  - Luta do Ano (2000) vs. Ultra Taro, Jr., 7 de julho[11]

- SoCal UNCENSORED Awards
  - Southern California Pro Wrestling Hall of Fame (Classe de 2010)[12]
  - SoCal Wrestler do Ano (2001, 2003, 2004)[13][14][15]
  - Luta do Ano (2001) vs. B-Boy, 3 de novembro, Midwest Pro Wrestling[13]
  - Luta do Ano (2002) vs. Bobby Quance, 14 de dezembro, Goldenstate Championship Wrestling[16]
  - Luta do Ano (2003) c/ B-Boy vs. Jardi Frantz e Bobby Quance, 29 de março, Goldenstate Championship Wrestling[14]
  - Luta do Ano (2004) vs. Joey Ryan, 23 de outubro, Pro Wrestling Guerrilla[15]
  - Luta do Ano (2006) c/ Davey Richards vs. Roderick Strong e Jack Evans, 4 de março, Pro Wrestling Guerrilla[17]

- westside Xtreme wrestling
  - Cruiserweight Tournament (2005)[18]

### Lucha de Apuestas
| Aposta  | Vencedor     | Perdedor                       | Local                 | Data                   | Notas |
| ------- | ------------ | ------------------------------ | --------------------- | ---------------------- | --- |
| Máscara | Jardi Frantz | Super Dragon                   | Calistoga, California | 6 de julho de 2002     | Mask vs. hair match em um evento da All Pro Wrestling. Dragon perdeu a luta quando Samoa Joe jogou a toalha e depois foi revelado que o "prêmio" só poderia ser ganho através de Pinfall ou Submission. |
| Máscara | Super Dragon | Shogun                         | Industry, California  | 23 de outubro de 2002  | Mask vs. mask match em um evento da Revolution Pro Wrestling chamado Pride of the Mask II |
| Máscara | Super Dragon | Super Dragon #2 (Jardi Frantz) | Hayward, California   | 6 de dezembro de 2002  | Mask vs. mask match em um evento da All Pro Wrestling |
| Máscara | Super Dragon | TARO                           | Industry, California  | 29 de novembro de 2003 | Mask vs. mask match no evento da Revolution Pro Wrestling chamado Four Year Anniversary Extravaganza |